# Khankh
Khankh ou Hanh (mongol (écriture cyrillique) : Ханх сум) est un Sum (district) de Mongolie dans la province de Khövsgöl.